# 사토 도미오
사토 도미오(일본어: 佐藤富雄, 1932년 ~ )는 일본의 작가이다.

## 생애
1932년 홋카이도 키타미시(北見市)에서 태어났다.도쿄 농업대학과 와세다 대학을 졸업했으며 도쿄 농업대학 대학원 박사과정을 수료했으며 의학박사, 이학박사, 농학박사, 경영학박사 학위가 있으며, 외국계 기업에서 근무했고 미국 패튼 대학(Patent University of America) 학장, 중국 써우두(首都) 의과대학 명예교수를 지냈으며, 대뇌 자율 신경계와 인간의 행동, 언어 관계성을 연구해 자기만의 '입버릇 과학'을 확립했으며 2003년 가을에는 저서로 세미나코스를 개강했다.

## 저서
- 입버릇의 인생을 만든다(다이아몬드 사)
- 행운을 부르는 성공법칙(오예스 출판사) 당신을 바꾸는 '입버릇'의 마술
- 자신을 바꾸는 마법의 '입버릇'(이상 칸키 출판)

## 참고 자료
- 네이버 인물 정보 - 사토 도미오[깨진 링크(과거 내용 찾기)]